# E.ON
E.ON Societas Europaea (anteriorment E.ON AG), marcada amb un punt volat E·ON, és una companyia europea amb seu a Düsseldorf, Alemanya. És una de les companyies més importants del món pel volum d'ingressos i treballa en el sector de l'electricitat. El seu nom prové del grec éon, que significa 'eternitat'.
Opera en 30 països i té uns 26 milions de clients. És una de les empreses de l'índex de la borsa alemanya DAX i és membre de l'índex Global Titans 50.

## Història
El seu origen és en l'any 2000 amb la fusió de les companyies del sector de l'energia VEBA i VIAG. Powergen del Regne Unit va ser adquirida per E.ON el gener de 2002. L'any 2003 E.ON entra en el mercat del gas per l'adquisició de Ruhrgas (actualment E.ON Ruhrgas). E.ON Ruhrgas és present en més de 20 països d'Europa.
E.ON intentà adquirir Endesa el 2006, tanmateix finalment ho va fer la italiana Enel en conjunció amb la companyia espanyola Acciona.

### Energia nuclear

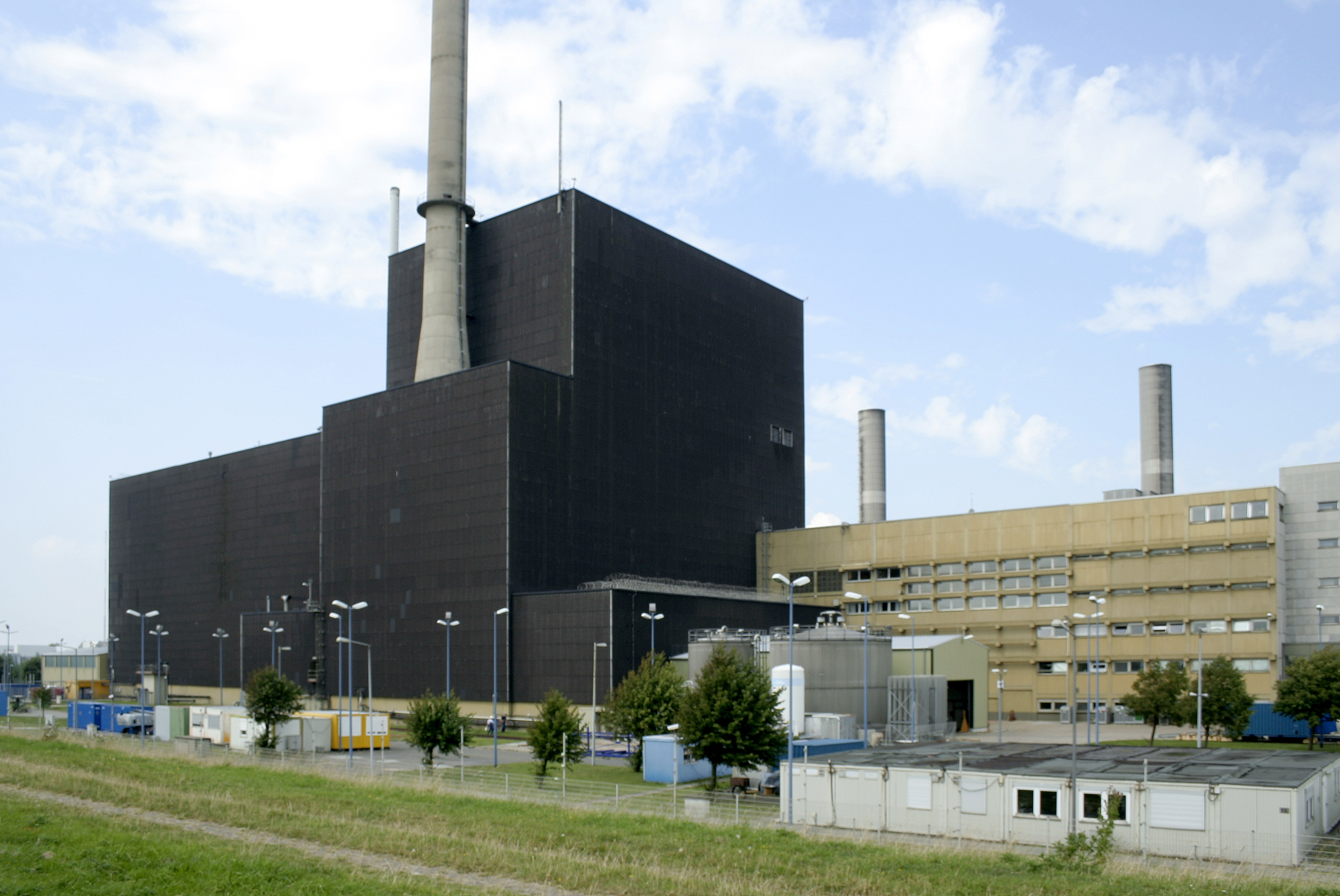
Central nuclear de Brunsbüttel

E.ON opera sis centrals nuclears a Alemanya a través de la seva filial E.ON Kernkraft GmbH, donant feina a uns 2.600 treballadors. Té les següents centrals nuclears:
- Brokdorf.
- Emsland
- Krümmel
- Brunsbüttel
- Stade
- Unterweser
- Grohnde